# Amblycirrhitus earnshawi
Amblycirrhitus earnshawi is een  straalvinnige vissensoort uit de familie van koraalklimmers (Cirrhitidae). De wetenschappelijke naam van de soort is voor het eerst geldig gepubliceerd in 1978 door Lubbock.